# Chochlowka (Museum)

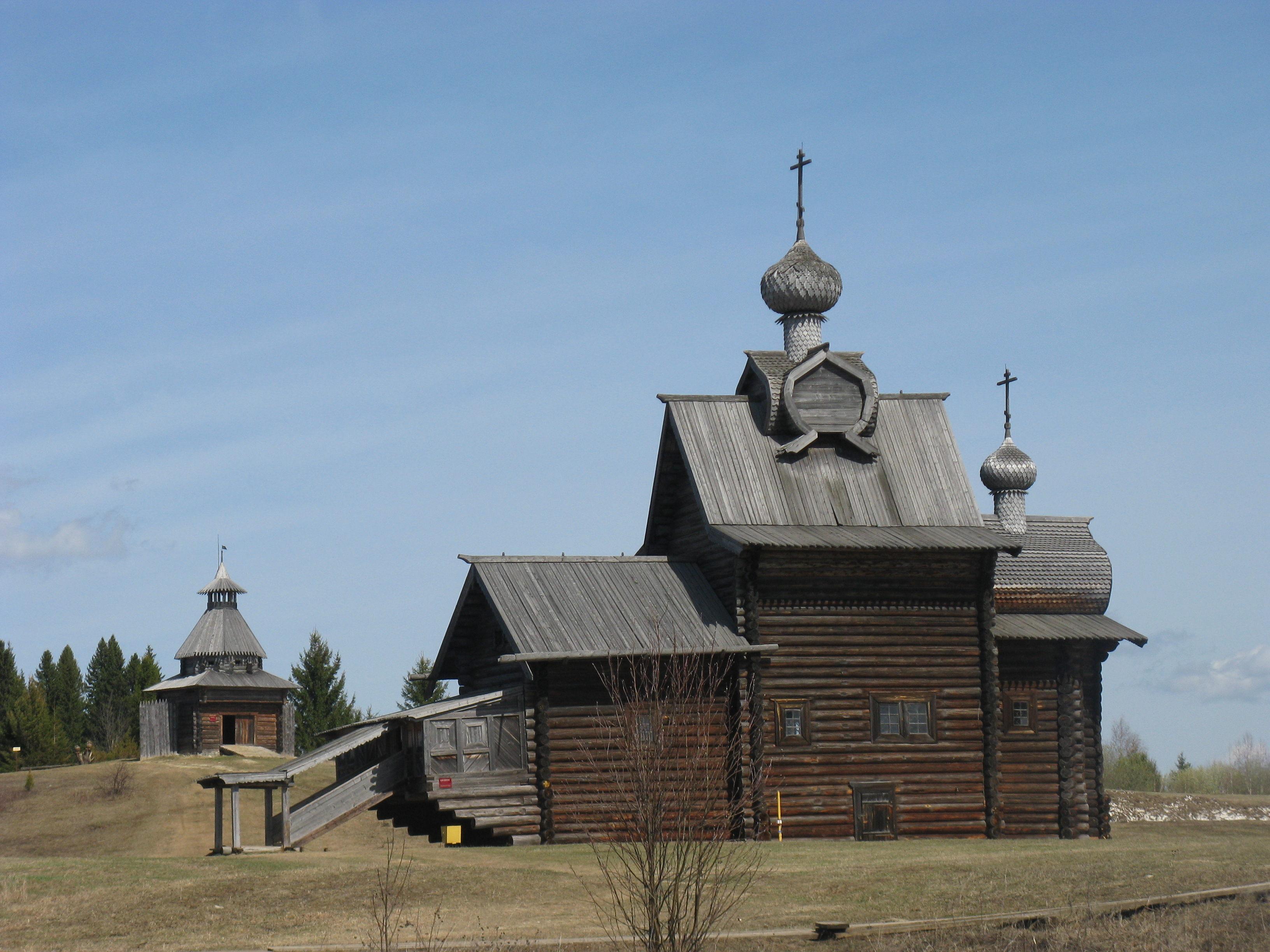
Verklärungskirche und Wachturm

Chochlowka (russisch Хохловка) ist ein Volkskunde- und Freilichtmuseum in der Region Perm in Russland. Es liegt 43 km nördlich von Perm am rechten Ufer des Kamastausees an der Kama, unweit des gleichnamigen Dorfes. Es wurde 1969 gegründet und 1980 für die Öffentlichkeit zugänglich gemacht. Es ist das erste Freilichtmuseum für Holzarchitektur im Uralgebiet.
Das Museum hat eine Ausdehnung von 35 ha. Es besitzt 23 Holzbauwerke aus dem 17. bis zum 20. Jahrhundert, die aus verschiedenen Orten der Region dorthin versetzt wurden.

## Fotogalerie
|  |  |  |